# Timothy Laurence
O vice-almirante Sir Timóteo Jaime Hamilton Laurence KCVO CB CSM ADC (em inglês:  Timothy James Hamilton Laurence; Londres, 1 de março de 1955) é um oficial aposentado da Marinha Real Britânica e marido de Ana, Princesa Real, a única irmã do rei Carlos III, além de ter sido escuteiro de sua sogra, a rainha Isabel II de 1986 a 1989, e portanto, membro da Casa de Windsor da família real britânica.

## Início de vida e educação
Timothy James Hamilton Laurence nasceu em 1 de março de 1955 em Camberwell, sul de Londres, filho do comandante Guy Stewart Laurence (1896-1982) (também vendedor de um fabricante de motores marítimos) e Barbara Alison Laurence (nascida Symons, c.1929) –2019). Ele tem um irmão mais velho, Jonathan Dobree Laurence (nascido em 1952). Os Laurence descendem de Zaccaria Levy, um comerciante judeu que chegou à Inglaterra vindo de Veneza (e possivelmente inicialmente de Bagdá) no final do século XVIII. O nome da família foi posteriormente alterado para Laurence.
Laurence foi educado na The New Beacon Preparatory School e depois na Sevenoaks School, em Kent, e University College, University of Durham, com uma bolsa de estudos naval, onde recebeu um diploma de bacharel em ciências da 2ª classe superior em geografia. Na universidade, editou o jornal estudantil, Palatinate, e foi capitão do time de críquete da faculdade.

## Carreira naval
Laurence foi comissionado como aspirante da Marinha Real Britânica em 1 de janeiro de 1973 e feito subtenente em 1 de janeiro de 1975. Ao deixar Durham, ele completou seu treinamento inicial no Britannia Royal Naval College Dartmouth e foi enviado para o HMS Aurora, um Plymouth fragata baseada. Ele foi promovido a tenente 10 meses antes, em 1 de março de 1977. Em 1978, Laurence foi anexado ao estabelecimento de treinamento no HMS Vernon e no ano seguinte serviu no caça-minas HMS Pollington.
Laurence então serviu brevemente como o segundo Oficial de Navegação do Royal Yacht HMY Britannia, e de 1980 a 1982 foi Oficial de Navegação do destróier HMS Sheffield. Ele assumiu o comando do barco de patrulha HMS Cygnet na Irlanda do Norte em 1982, como parte das patrulhas para traficantes de armas do IRA. Por seus serviços, ele foi mencionado em despachos.
Depois de frequentar o HMS Dryad para o curso de oficial de guerra principal, Laurence foi promovido a tenente-comandante em 1 de março de 1985 e enviado para a fragata HMS Alacrity. Ele participou do curso de táticas da Marinha Real Australiana no HMAS Watson, Sydney, em março de 1986, durante o qual foi notificado de sua primeira nomeação como escudeiro da rainha, cargo que ocupou de 11 de outubro de 1986 a 16 de setembro de 1989. Ele foi promovido a comandante em 31 de dezembro de 1988.
Em outubro de 1989, Laurence foi destacado para a nova fragata HMS Boxer e assumiu o cargo de Comandante em 30 de janeiro de 1990, aos 34 anos. Entre 1992 e 1994, Laurence serviu na equipe naval do Ministério da Defesa do Britânico, em Londres. Em 16 de maio de 1994, foi nomeado o primeiro assistente militar do Secretário de Estado da Defesa, Malcolm Rifkind, para prestar assessoria militar em seu gabinete particular.
Laurence foi promovido a capitão em 30 de junho de 1995 e até 1996 comandou a fragata HMS Cumberland. Em maio de 1996, o navio retornou do Adriático, onde o HMS Cumberland serviu na Força-Tarefa IFOR liderada pela OTAN. Em 27 de agosto de 1996, Laurence foi nomeado Comandante da fragata HMS Montrose, bem como capitão do 6º esquadrão de fragatas. Até outubro de 1996, o navio foi destacado para o Atlântico Sul, na patrulha das Ilhas Malvinas. Em julho de 1997, Laurence retornou ao Ministério da Defesa, primeiro no Estado-Maior Naval e depois a partir de junho de 1998, na promoção a comodoro, como membro da equipe de implementação da revisão estratégica de defesa de 1998.

## Atualidade
A partir de janeiro de 1999, Laurence foi ao Hudson Visiting Fellow no St Antony's College, Oxford, onde escreveu um artigo sobre a relação entre assistência humanitária e manutenção da paz. Ele foi então enviado para o Joint Services Command and Staff College como Comodoro, como Comandante Assistente (Marinha), a partir de 15 de junho de 1999. De 2001 à primavera de 2004, Laurence estava de volta ao Ministério da Defesa, como Diretor de Recursos da Marinha e Programas.
Laurence foi promovido a contra-almirante em 5 de julho de 2004, e nomeado Chefe Adjunto do Estado-Maior de Defesa responsável por recursos e planos. Em 30 de abril de 2007, ele foi promovido a vice-almirante e nomeado chefe do executivo da Defese Estates (mais tarde renomeada Defense Infrastructure Organization).
Laurence tornou-se chefe de profissão da comunidade de gerenciamento de ativos imobiliários do governo britânico em julho de 2009. A comunidade inclui profissionais em aquisição de construção, gerenciamento de propriedades e gerenciamento de instalações/contratos. A Royal Institution of Chartered Surveyors (RICS) fez de Laurence um membro honorário em reconhecimento a essa extensão significativa de responsabilidade de gerenciamento de ativos.
Laurence aposentou-se da marinha em agosto de 2010 e agora persegue uma carteira de interesses principalmente não executivos e de caridade, com ênfase particular em propriedade e regeneração.  Ele esteve no conselho da empresa de gerenciamento de projetos Capita Symonds até 2014 e é presidente não executivo dos desenvolvedores imobiliários Dorchester Regeneration. Ele é presidente não executivo da Purfleet Center Regeneration, uma empresa recém-criada especializada em recuperação e regeneração de locais. Foi Assessor Militar Sênior da PA Consulting até 2015.
Laurence é presidente do English Heritage Trust desde abril de 2015 e até 30 de junho de 2019 foi vice-presidente da Commonwealth War Graves Commission. Ele é um administrador da HMS Victory Preservation Company. Seus interesses de transporte incluem a participação no conselho consultivo do Great Western. Outras atividades incluem tênis, golfe, vela, esportes de campo e passeios no campo de batalha. Em dezembro de 2021, foi anunciado que Laurence havia testado positivo para COVID-19 e precisava ficar em quarentena.

## Casamento
Laurence conheceu a Princesa Ana, filha da Rainha Isabel II, enquanto ele servia no Royal Yacht Britannia. O relacionamento deles se desenvolveu no início de 1989, três anos depois que ele foi nomeado escudeiro da Rainha. Em 1989, a existência de cartas particulares de Laurence para a princesa foi revelada pelo jornal The Sun.O casal se casou em Crathie Kirk, perto do Castelo de Balmoral, na Escócia, em 12 de dezembro de 1992. Aproximadamente 30 convidados foram convidados para a cerimônia de casamento privado. Ao contrário da Igreja da Inglaterra na época, a Igreja da Escócia considerava o casamento uma ordenança da religião e não um sacramento e permitia o novo casamento de pessoas divorciadas sob certas circunstâncias, algo que favorecia a Princesa Ana. Em 2002, a Igreja da Inglaterra concordou que pessoas divorciadas poderiam se casar novamente na igreja sob certas circunstâncias, mas o assunto fica a critério do pároco.  Ele não recebeu nenhum título de nobreza no casamento, mas foi nomeado ajudante de campo pessoal da Rainha em 2008 e investido em junho de 2011 como Cavaleiro Comandante da Real Ordem Vitoriana.
A Princesa Ana manteve sua propriedade rural, Gatcombe Park em Gloucestershire, após seu divórcio com Mark Phillips. Após seu casamento com Laurence, o casal alugou, como residência em Londres, um apartamento no complexo Dolphin Square em Westminster. Mais tarde, eles voltaram para apartamentos no Palácio de Buckingham e agora têm um apartamento no Palácio de St. James.

## Honras

### Honras nacionais
- Medalha General de Serviço [com menção em despachos] (18/10/1983).[24]
- Membro da Real Ordem Vitoriana (23/08/1989).[25]
- Medalha Comemorativa do Jubileu de Ouro da Rainha Isabel II (02/06/2002).[26]
- Companheiro da Honorabilíssima Ordem do Banho [divisão militar] (16/06/2007).
- Cavaleiro Grã-Cruz da Ordem do Banho (GCB) — 2023 (concedido por Charles III)[27]
- Cavaleiro Comandante da Real Ordem Vitoriana (14/06/2011).[28]
- Medalha comemorativa do Jubileu de Diamante da Rainha Isabel II (02/06/2012).[26]
- Medalha comemorativa do Jubileu de Platina da Rainha Isabel II (02/06/2022).[29]

### Honras estrangeiras
- Cavaleiro Companheiro da Ordem da Estrela da Melanésia (Papua Nova Guiné, 29/09/2005).[30]